# Технические культуры
Техни́ческие культу́ры — культурные растения, возделываемые человеком для получения технического сырья. Так, например, картофель, рис или кукуруза могут возделываться как крахмалоносы (в том числе для дальнейшей переработки в спирт), а также как овощная культура, а кукуруза и рис — зерновая. Зерновые растения могут выращиваться как фуражная культура и т. д.
Часто выделяют следующие виды технических культур:
- масличные культуры
- сахароносы
- прядильные культуры
- лубяные культуры
- красильные растения
- каучуконосы

Технические растения — растения, применяемые в промышленности. Все растения, из которых добываются продукты, обрабатываемые технически, можно разделить на несколько групп, смотря по тому, к какой отрасли промышленности принадлежит фабрикация полученных из растений веществ:
- прядильные растения (волокнистые вещества, прядение, пряжа и т. д.);
- растения, идущие на приготовление бумаги;
- деревья строевые и идущие на столярные поделки (столярное дело); деревья этой группы дают и топливо;
- красильные растения (дерево красильное, краски и т. д.);
- дубильные растения (дубление, дубильные материалы и т. д.);
- резиновые деревья (каучуковые деревья, каучук, гуттаперча, гуттаперчевое дерево);
- камедистые и смолистые растения (камеди, смолы и т. д.);
- маслянистые растения (масла);
- растения, из которых добываются химические вещества;
- некоторые растения, имеющие различные технические применения.

Исходным материалом прядильных растений являются волокна или составляющие волосистый покров семян и плодов (I группа), или находящиеся в виде луба в сосудисто-волокнистых пучках (II группа). Добывание волокон в I группе растений легко, для получения же волокон из II группы нужно отделить сначала первые от других тканевых частей растений, чего достигают, заставляя растения гнить: вследствие этого трудно загнивающие, упругие волокна отделяются от других, сгнивших, частей. К первой группе относится прежде всего хлопчатник (Gossypium herbaceum и другие виды того же рода) из сем. мальвовых, наиболее важное техническое растение в мировой промышленности, разводимое в Америке, особенно много в южной части Северной Америки, в Индии, Египте, Туркестане и т. д.